# ネンニウス
ネンニウス（Nennius、またはNemnvius）はウェールズの歴史を書いた人物として登場する人名。ネンウィウス（Nemnvius）とも書かれる。

## 人物像
歴史の陰に隠れたよく分からない人物として知られ、エルウォドゥグスの弟子だったと伝えられている。師匠のエルウォドゥグスとはグウィネッズ国の司教エルフォッドとされる。エルフォッドは768年にカトリックの流儀に習い復活祭を執り行なうようにウェールズのケルト系キリスト教教会に計らった人物として知られ、また『カンブリア年代記』には809年に没したとも伝えられる。彼の弟子であったネンニウスは9世紀初頭に生きた人物であり、ウェールズの歴史を語ったされる『ブリトン人の歴史』の一部の写本では彼が著者であると明記されている。

## 著書とされる書物
歴史学者のデヴィット・ダンヴィルによる綿密な文献の調査で、ネンニウスが『ブリトン人の歴史』の著者であるという記述は11世紀の写本がもとになっていることが指摘されている。これは他の写本と比べて後期に記述されたものであり、ネンニウスが生きたとされる時代よりも200年も後の時代のものである。しかしその他多数の歴史家はいまだ『ブリトン人の歴史』の著者の名をネンニウスないし「偽ネンニウス」としている。

## その他の可能性
ネンニウスには9世紀のウェールズの写本からもう一人の人物が可能性として挙げられている。「ネンウィニウス」（Nemnivius）と書かれ、サクソン人の学者にブリトン人は自らの文字を持たないとなじられ、ネンニウスは文字を作り、この侮辱に反駁したと伝えられる。彼の考えたとされる文字はこの写本に残され、ノラ・チャドウィックによれば古英語またはルーン文字が基になっていると言う。「確かに彼の考案した文字で書かれた単語から、時折サクソン語の単語に実際は精通していたことが窺える」と彼女は結論づけている。
一部では、この2人の人物は同一人物であると述べる説もある。しかし、ネンニウス自体がその存在に疑問を持たれており、また問題となっているこの時代のウェールズとイングランドの歴史は甚だ不完全なものであることから、そのような結論をつける事は早計とする意見もある。